# Taschkjoprju-Moschee

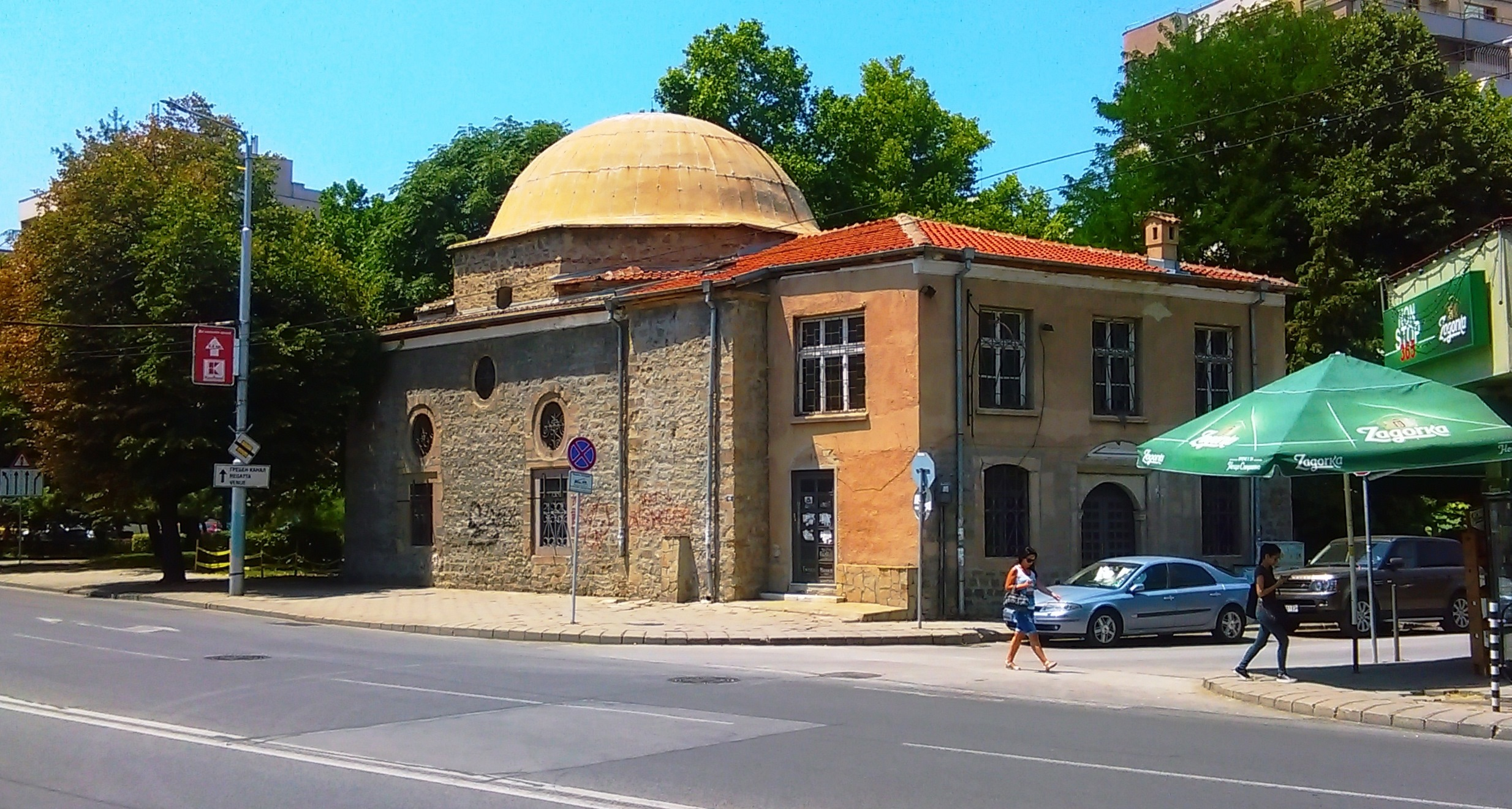
Die Taschkjoprju-Moschee heute

Die Taschkjoprju-Moschee (bulgarisch Ташкьопрю джамия Taschkjoprju Dschamija, türkisch Taşköprü Camii ‚Moschee der Steinbrücke‘) ist ein Gebäude der osmanischen Bauepoche in der bulgarischen Stadt Plowdiw, türkisch Filibe. Das Gebäude ist etwa 25 m lang, 15 m breit und hat eine Kuppel.
Die Taschkjoprju-Moschee wurde im 16. Jahrhundert im Westen der Stadt errichtet, um der Einwanderung von Türken in das Stadtzentrum gerecht zu werden. Im Jahre 1928 zerstörte ein Erdbeben der Stärke 6,8 das einzige Minarett. Zur Finanzierung von dessen Wiedererrichtung wurde ein Teil des Grundstücks verkauft, was jedoch nicht ausreichte, sodass die Moschee bis 1944 geschlossen blieb.
Nach Gründung der kommunistischen Volksrepublik Bulgarien wurde das Gebäude 1946 beschlagnahmt. Im Zuge der Rückgabe konfiszierter Eigentümer ab 1989 reichten auch das Chefmuftiat Bulgariens und das Muftiat von Plowdiw Klage ein, jedoch wurde die Moschee an zwei bulgarische Investoren verkauft, die das Gebäude ab den 1990er Jahren als „italienisches Restaurant“ und „griechische Taverne“ nutzten. Von Seiten des Muftiats konnte lediglich ein Auszug der Bar vom Inneren auf das Moscheegelände erreicht werden, für die Übergabe des Gebäudes verlangen die neuen Eigentümer etwa 600.000 Euro. Derzeit wird die Moschee als Möbelhaus genutzt.
Am 19. Februar 2016 brannten die Taschkjopru-Moschee und das nebenanstehende jüdische Orta-Mesar-Hamam aus; die Brandursache ist unbekannt.